# Fall Grün 2

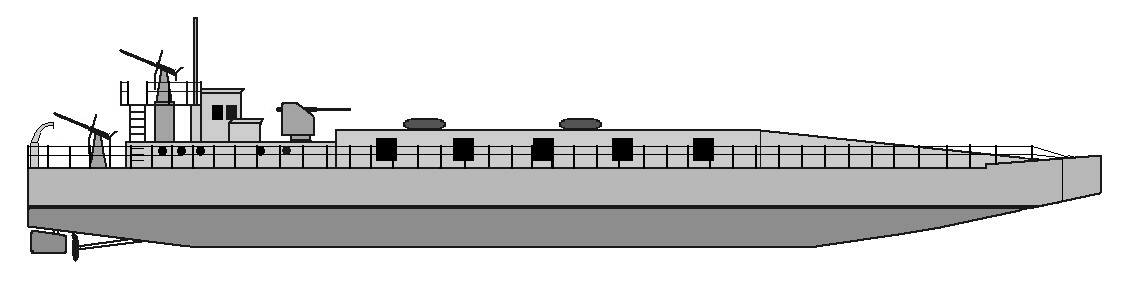
Nave da sbarco trasporta truppe o "Marinefaehrprahm" che i tedeschi dovevano utilizzare nell'operazione "Grün"

L'operazione Grün è il nome in codice del piano di invasione nazista dell'Irlanda, congiunto all'operazione Seelöwe (leone marino), nel 1940.

## 1ª fase
Il piano fu progettato da Hermann Görtz e consisteva nel far paracadutare soldati tedeschi nell'isola, visto che la maggior parte delle truppe inglesi erano impegnate nella difesa aerea di Londra. L'aviosbarco sarebbe stato appoggiato dall'IRA. Nella prima ondata le truppe tedesche assieme all'IRA avrebbero conquistato Dublino e fatto sabotaggi nel territorio irlandese, con l'eliminazione di ogni resistenza, e l'IRA avrebbe poi assaltato l'ambasciata inglese a Dublino. Nella seconda ondata sarebbero state attaccate le basi militari inglesi in congiunzione all'operazione Herbstreise ("viaggio d'autunno").

## 2ª fase
Nella fase finale del piano, Kurt Student avrebbe fatto paracadutare 30.000 soldati nell'Irlanda del Nord, attaccando le basi della RAF e sabotato le linee ferroviarie, attuando così l'operazione Kathleen. Tuttavia i servizi segreti inglesi scoprirono in tempo il piano e, informato il quartier generale, ci fu una conseguente invasione strategica inglese dell'Irlanda del Nord, che perciò causò l'annullamento del piano tedesco nel 1941.